# Bumi Agung Jaya
Bumi Agung Jaya is een bestuurslaag in het regentschap Ogan Komering Ulu Selatan van de provincie Zuid-Sumatra, Indonesië. Bumi Agung Jaya telt 229 inwoners (volkstelling 2010).